# Antonia Kaloff
Antonia Kaloff (* 19. Juli 1972 in Halle (Saale)) ist eine deutsche Hörfunksprecherin bei MDR Sachsen-Anhalt, wo sie regelmäßig die Sendung Der schöne Morgen moderiert.

## Leben
Nach ihrem Studium der Sprechwissenschaft an der Martin-Luther-Universität Halle-Wittenberg (Abschluss mit Diplom) fing Kaloff 2001 als Nachrichten-Redakteurin beim privaten Hörfunk an. Im September 2002 kam sie als Reporterin zum Mitteldeutschen Rundfunk. Für das Landesprogramm aus dem MDR-Funkhaus in Magdeburg übernahm sie ab 2003 die Moderation von Vormittags- und Nachmittagssendungen, später auch regelmäßig den Sonntagmorgen, und arbeitete als Nachrichten-Redakteurin sowie -Sprecherin.
Von November 2006 bis Dezember 2018 ging Antonia Kaloff zusammen mit Ilona Thäsler im MDR-Programm in der Rubrik „Schlaumeier“ hunderten Alltagsfragen auf den Grund – zusammen mit Hörern. 2008 und 2011 gingen daraus zwei Taschenbücher hervor.
Seit Mai 2015 moderiert Antonia Kaloff zweiwöchentlich die Frühsendung „Ihr Morgen“ bei MDR Sachsen-Anhalt. Bis März 2022 stand sie im Wechsel mit Stephan Michme am Mikrofon – bis dieser kurzfristig aus dem MDR ausschied. Parallel ist Kaloff regelmäßige Gastgeberin von Podiumsdiskussionen, Festen sowie Tagungen – und arbeitet als Trainerin für Redakteure im Rundfunk.
Antonia Kaloff ist seit 2008 mit dem Schauspieler Marcus Kaloff verheiratet. Sie haben eine gemeinsame Tochter und leben in Magdeburg.